# Épistémè
L'épistémè est un concept philosophique d'origine grecque (en grec ancien : ἐπιστήμη), qui signifie la science (au double sens de savoir constitué, et de vertu qui consiste à « être savant en acte »), par exemple dans le livre VI de l'Éthique à Nicomaque d'Aristote.
Michel Foucault, dans Les Mots et les Choses, voit dans l'épistémè une notion de philosophie, d'histoire et de sociologie, alors que l'épistémologie renverrait à une généalogie du savoir, en tant qu'étude des sciences (objectifs, organisations et méthodes des objectifs, principes fondamentaux, ses enseignements, relations entre elles, etc.). Définir l'épistémè reviendrait à contextualiser et définir l'éventail des connaissances à une époque donnée.
Considérant la révolution numérique, c'est-à-dire à la fois le transfert systématique de la culture humaine du papier au numérique, le développement majuscule de logiciels ou d'applications dans la vie scientifique ou quotidienne, et la modification de nos représentations du monde via l'ordinateur (par exemple, notre représentation de la géographie via le GPS ou Google Earth), de nombreux intellectuels comme Michel Serres, Milad Doueihi, Jean-Guy Meunier, Damon Mayaffre, Bruno Bachimont, considèrent le numérique comme la nouvelle épistémè dominante à partir de la fin du XXe siècle. 